# Kirchelwand
Die Kirchelwand ist ein 1521 m ü. NHN hoher Gratrücken im Wendelsteingebiet. Über den Grat verläuft die Gemeindegrenze von Fischbachau und Brannenburg.

## Topographie
Nördlich des Wendelsteins verläuft ein Gratzug über Kirchelwand, Haidwand, Hochsalwand und Salwand von West nach Ost, getrennt von diesem durch das weitläufige Tal der Reindleralm, Mailalm und Mitteralm. Auf den Südseiten setzen sich diese nur sanft vom Talboden ab und sind dort bewaldet, während die Nordflanken felsig und prägnant abfallen.
Die Kirchelwand bildet dabei einen südseitig einfachen zu erreichenden Grat. Nordseitig bricht dieser jedoch felsig und schroff teilweise mit weiteren Grattürmen ab. Besonders hier das Grafinger Köpferl 1450 m ü. NHN am westlichen Ende der Kirchelwand zu erwähnen, welches mit einem Gipfelkreuz versehen ist und nur kletternd erreichbar ist.